# 八橋健一
八橋 健一（やつはし けんいち、1969年2月6日 - ）は、愛知県江南市出身のサッカー指導者。

## 来歴
中学のサッカー部でサッカーを始める。まだ日本でサッカーがそれほど人気のスポーツではなくプロリーグも存在しなかった少年時代、ディエゴ・マラドーナや尾崎加寿夫に憧れ、プロのサッカー選手を目指して高校中退後ブラジルに渡って2年半を過ごし、1988年に2部のクラブでアマチュア選手登録をするがプロ選手の夢を断念し、芸術の学位を取得するためにニューヨークへ渡った。この地で子供にサッカーを教えることでサッカーに対する情熱が再燃し、指導者の道を歩み始める。
ニューヨークの数々の男女ジュニアサッカーチームでコーチとして指導にあたった後、2001年から2009年までボロウ・オブ・マンハッタン・コミュニティ・カレッジ (BMCC) の男子および女子サッカーチーム監督を務めた。2005年にはNJCAA男子サッカー全国選手権で3位の成績を収め、全米サッカーコーチ協会（現：ユナイテッドサッカーコーチズ）からその年の最優秀監督賞を受賞した。また、ニューヨーク市立大学の各校からの選抜チームのコーチとして南アフリカ共和国ツアーに参加した。2010年からは2年間ASAカレッジの監督を務めた。
2011年12月、23年間過ごしたニューヨークを離れ、日本に帰国。その後、日本サッカー協会のアジア貢献事業の一環としてキルギスサッカー連盟に派遣され、2012年7月から11月までU-14代表チームの監督およびAFC Cライセンスコースのアシスタントインストラクターを務めた。日本へ一時帰国した後、2013年3月に再びキルギスに渡ってからはU-16代表監督に加えてテクニカルダイレクターも兼任した。2013年9月に行われたAFC U-16選手権2014予選グループFで八橋が率いるキルギスU-16代表はオマーン、カタールと同組になり、オマーン戦は3-3で引き分け、カタール戦は3-4で敗れた。
キルギスでの仕事が終わった後、AFC U-16選手権予選での戦いぶりが評価されてカタールのアスパイア・アカデミーに招聘され、2014年9月から約1年間U-16アシスタントコーチを務めた。
2015年10月28日、ガーナ・プレミアリーグのアクラ・ハーツ・オブ・オーク監督に就任。なお、報酬は月3,000USドルを遥かに下回って1,800USドルになると報じられた。アシスタントコーチにはヤウ・プレコが就任した。
長年低迷を続けたハーツ・オブ・オークは2016年シーズンに一時はリーグ首位に立っていたが、首位と勝ち点2差の4位の時点で八橋がAFCのコーチングコース参加を要望したことで6月20日に契約解除となった。なお、ハーツ・オブ・オークはヤウ・プレコが監督代行を務めてリーグ3位でシーズンを終えている。また、八橋は最上位ライセンスとなるAFC Pro Diplomaを取得している。
2016年11月10日、ナイジェリア・プロフェッショナル・フットボールリーグのFCイフェアニ・ウバ監督に就任し、ヤウ・プレコが再びアシスタントコーチに就任するが、プレシーズンの成績不振によりわずか1ヶ月後の12月12日に解任され、後任が決まるまでプレコが暫定的に指揮を執った。選手たちからはフィジカルのトレーニングに重きを置きすぎて戦術練習が乏しいという不満があるとも報じられた。なお、八橋が語るところによればイフェアニ・ウバでの仕事に関してはプレコの方から誘いがあったようで、八橋が監督となって自身はアシスタントコーチの立場を求めたとのことである。
2017年2月5日にカンボジアンタイガーFC監督に就任するも、わずか2ヶ月後の4月18日に退任。退任前からガーナではアサンテ・コトコSC監督就任の噂が出ており、八橋もガーナ復帰を示唆していたが、2017年11月30日にインターナショナル・アライズFC監督に就任した。ガーナ・プレミアリーグで5位につけるものの、サッカー協会の汚職や審判の買収問題などでリーグが中断し再開の目処が立たない状況の中で2018年7月3日に双方合意の上で契約解除。
その9日後の2018年7月12日にアドゥアナ・スターズFC監督に就任し、CAFコンフェデレーションカップを戦うもグループステージ敗退となり9月3日に退任。
2018年9月にはスポーツX株式会社とテクニカルアドバイザー契約を結び、同社の子会社であるおこしやす京都ACに外国人選手の推薦や指導を行う。
2019年4月12日、スポーツXが経営圏を取得したディビジョン1（ガーナ2部）のキングス・パレスFC・アコソンボの監督に就任。
2021年1月24日、スリランカ・スーパーリーグ（スリランカ1部）のネイヴィー・シー・ホークスFC監督に就任。共に加入した田代主水、林遼太、金城寛大らを指導することになった。

## 指導歴
- 2001年8月 - 2009年12月  ボロウ・オブ・マンハッタン・コミュニティ・カレッジ（英語版） (BMCC) 男子&女子サッカーチーム監督
- 2010年 - 2011年  ASAカレッジ（英語版） 監督
- 2012年7月 - 2014年4月  キルギス代表 U-16監督
- 2013年7月 - 2014年4月  キルギスサッカー連盟テクニカルダイレクター
- 2014年9月 - 2015年6月  アスパイア・アカデミー U-16アシスタントコーチ
- 2015年11月 - 2016年6月  ハーツ・オブ・オーク 監督
- 2016年  FCイフェアニ・ウバ（英語版） 監督
- 2017年  カンボジアンタイガーFC 監督
- 2017年12月 - 2018年6月  インターナショナル・アライズFC（英語版） 監督
- 2018年7月 - 2018年9月  アドゥアナ・スターズFC（英語版） 監督
- 2019年4月 - 2019年9月  キングス・パレスFC・アコソンボ 監督
- 2019年 - 2020年  ローンスター・カシミールFC（英語版） 監督
- 2021年1月 -  ネイヴィー・シー・ホークスFC 監督

## 資格
- AFC Pro Diploma（2016年7月）
- AFC Regional Instructor Certificate（2013年12月）
- FIFA/AFC Grassroots Instructor Certificate（2013年11月）
- FIFA GK Course Certificate（2013年10月）
- CONCACAF Coaching License Certificate（2009年3月）
- NSCAA GK Coaching Certificate I & II（2005年1月）
- KNVB Coaching Symposium Advance Level Certificate（2002年7月）
- US Soccer National Youth Coaching License（2000年6月）
- US Soccer Federation National "A" Coaching License（1997年1月、有効期限2020年12月）